# 金官
金官（荷蘭語:Kinghwangh或Kimwangh），臺灣荷蘭統治時期漢人海盜，真實姓名不知，根據荷蘭文獻記載的拼音而被現代學者譯為金官。
1643年，金官率眾占據了彰化地區東螺溪一帶的馬芝遴社，並把鄰近的二林社、大武郡社、眉裡社、東螺社、大小西螺社等十個平埔族社給臣服，並侵擾虎尾壠社。他發放象徵權力的權杖給番社頭人，自稱北臺灣長官，而貶称荷蘭臺灣長官是南臺灣長官。荷蘭人聽聞後率兵追捕，金官最後被荷蘭人捕獲，送至大員處死。